# هد کندی
هِدکندی (Hedkandi) نام یک شرکت ضبط موسیقی و یک برند رویدادهای موسیقی در انگلستان است که در سال ۱۹۹۹ توسط مارک دویل تأسیس شد. هِدکندی به بازرگانی موسیقی هاوس (نوعی موسیقی رقص الکترونیک) اختصاص دارد.
کاتالوگ هدکندی شامل آلبوم هنرمند و ژانرهای مختلف آن در باشگاه است.
اسم هدکندی (hedkandi) شکل نوشتاری دیگر (head candy) که یادآور آی کندی(eye candy) است.
در ژانویهٔ ۲۰۰۶ هدکندی بوسیلهٔ وزارت صدای انگلستان، مبلغی را بدست آورد.
از آن پس مارک دویل و تیمش یک نام جدید به نام فرشته خشمگین ایجاد کردند.
رهبری هدکندی توسط دن باکستر کسی که قبلاً برای هدکندی زمانی که مالک آن شرکت رسانه‌ای انگلیس بود.
در ۲۰۰۹، نام تجاری هدکندی همراه با وزارت صوت متعلق به گروه‌ ام‌اس‌اچ‌کی شد.
در ماه مارس ۲۰۰۷، هدکندی یک بار (bar) در ساحل دریای سرخ شهر غردقه ی مصر باز کرد.
مارک هدکندی در حال حاضر شامل انواع لباس و عطر است.
همچنین برای پرواز به ایبیسا با خط هوایی منارچ همکاری شده‌است و نام تجاری فلای کندی (fly kandi) نیز به وجود آمده‌ است.
هدکندی برای محتویات خود در [آدیوتیوب] (Audiotube) کانالی دارد.

## تاریخچهٔ سری‌های هدکندی
این فهرست کامل مجموعه‌های در دسترس فروشگاه هدکندی است.

### بازگشت به عشق
- بازگشت به عشق (۱۹۹۹)
- بازگشت به عشق ۲ (۲۰۰۰)
- بازگشت به عشق ۳ (۲۰۰۱)
- بازگشت به عشق ۰۳.۰۲ (۲۰۰۲)
- بازگشت به عشق ۰۳.۰۳ (۲۰۰۳)
- بازگشت به عشق ۰۳.۰۴ (۲۰۰۴)
- بازگشت به عشق ۰۳.۰۵ (۲۰۰۵)
- بازگشت به عشق (۲۰۰۶)
- بازگشت به عشق (۲۰۰۷)
- بازگشت به عشق: مخلوط (۲۰۰۸)

### خانهٔ ساحلی
- خانهٔ ساحلی (۲۰۰۰)
- خانهٔ ساحلی ۲ (۲۰۰۱)
- خانهٔ ساحلی ۰۴.۰۲ (۲۰۰۲)
- خانهٔ ساحلی ۰۴.۰۳ (۲۰۰۳)
- خانهٔ ساحلی ۰۴.۰۴ (۲۰۰۴)
- خانهٔ ساحلی ۰۴.۰۵ (۲۰۰۵)
- خانهٔ ساحلی (۲۰۰۶)
- خانهٔ ساحلی (۲۰۰۷)
- خانهٔ ساحلی (۲۰۰۸) (استرالیا)
- خانهٔ ساحلی (۲۰۰۸) (آمریکا)
- خانهٔ ساحلی (۲۰۰۸)
- خانهٔ ساحلی (۲۰۰۹)
- خانهٔ ساحلی (۲۰۱۰)

### عمیق‌تر
- عمیق‌تر (۲۰۰۱)
- عمیق‌تر ۰۱.۰۲ (۲۰۰۲)

### نابودی دیسکو
- نابودی دیسکو (۲۰۰۹)

### بهشتدیسکو
- بهشت دیسکو (۲۰۰۲)
- بهشت دیسکو ۰۲.۰۳ (۲۰۰۳)
- بهشت دیسکو ۰۱.۰۴ (۲۰۰۴)
- بهشت دیسکو ۰۱.۰۵ (۲۰۰۵)
- بهشت دیسکو (۲۰۰۶)
- بهشت دیسکو (۲۰۰۷)
- بهشت دیسکو (۲۰۰۸) (استرالیا)
- بهشت دیسکو (۲۰۰۸)
- بهشت دیسکو (۲۰۰۹)

### دیسکوی آبنبات
- دیسکوی آبنبات (۲۰۰۰)
- دیسکوی آبنبات ۲ (۲۰۰۰)
- دیسکوی آبنبات ۳ (۲۰۰۱)
- دیسکوی آبنبات ۴ (۲۰۰۱)
- دیسکوی آبنبات ۵ (۲۰۰۱)
- دیسکوی آبنبات ۰۵.۰۲ (۲۰۰۲)
- دیسکوی آبنبات ۰۵.۰۳ (۲۰۰۳)
- دیسکوی آبنبات ۰۵.۰۴ (۲۰۰۴)
- دیسکوی آبنبات (۲۰۰۵)
- دیسکوی آبنبات (۲۰۰۶)
- دیسکوی آبنبات مخلوط (۲۰۰۷)
- دیسکوی آبنبات آمریکا (۲۰۰۹)

### سر آبنباتی مخلوط
- مخلوط: تابستان ۲۰۰۴ (۲۰۰۴)
- مخلوط: زمستان ۲۰۰۴ (۲۰۰۴)
- مخلوط: ۵۰ (۲۰۰۵)
- مخلوط: ۲۰۰۶ (۲۰۰۵)
- مخلوط: تابستان ۲۰۰۶ (۲۰۰۶)
- قدیمی‌های سر آبنباتی (۲۰۰۶)
- بهترین‌ها ی سر آبنباتی (۲۰۰۷) [تن‌ها قابل دانلود]
- مخلوط: تابستان ۲۰۰۷ (۲۰۰۷)
- مخلوط: ۲۰۰۸ (۲۰۰۷)
- مخلوط: تابستان ۲۰۰۸ (۲۰۰۸)
- مخلوط: آمریکا ۲۰۰۹ (۲۰۰۸)
- مخلوط: ۲۰۰۹ (۲۰۰۸)
- مخلوط: استرالیا ۲۰۰۹ (۲۰۰۸)
- مخلوط: بهار ۲۰۰۹ (۲۰۰۰)
- مخلوط: نابستان ۲۰۰۹ (۲۰۰۹)
- مخلوط: آمریکا ۲۰۱۰ (۲۰۰۹)

### سالن آبنبات
- سالن آبنبات (۲۰۰۸)
- سالن آبنبات (۲۰۰۹)

### نو دیسکو
- نو دیسکو (۲۰۰۹)
- نو دیسکو (۲۰۱۰)

### خونسردی نو
- خونسردی نو (۱۹۹۸)
- خونسردی نو (۱۹۹۹)
- خونسردی نو (۱۹۹۹)
- خونسردی نو (۲۰۰۰)
- خونسردی نو (۲۰۰۶)
- خونسردی نو (۲۰۰۷)

### آبنبات خالص
- آبنبات خالص (۲۰۰۹)

### سرما دادن
- سرما دادن ۱ (۱۹۹۹)
- سرما دادن ۲ (۲۰۰۰)
- سرما دادن ۳ (۲۰۰۱)
- سرما دادن (۲۰۰۶)
- سرما دادن (۲۰۰۷)
- سرما دادن (۲۰۰۸)
- سرما دادن (۲۰۰۸)-آمریکا
- سرما دادن (۲۰۰۹)-آمریکا

### استریوسوشی
- استریو سوشی (۲۰۰۲)
- استریو سوشی ۲ (۲۰۰۲)
- استریو سوشی ۳ (۲۰۰۲)
- استریو سوشی فیوتوماکی (۲۰۰۳)
- استریو سوشی واسابی (۲۰۰۳)
- استریو سوشی دلیل (۲۰۰۴)
- استریو سوشی ترییاکی (۲۰۰۵)
- استریو سوشی ۸ (۲۰۰۶)
- استریو سوشی ساشامی (۲۰۰۶)
- استریو سوشی ۱۰ (۲۰۰۷)
- استریو سوشی ۱۱ (۲۰۰۷)
- استریو سوشی ۱۲ (۲۰۰۸)
- استریو سوشی ۱۳ (۲۰۰۸)
- استریو سوشی ۱۴ (۲۰۰۸)

### دیسکوی به‌هم‌تابیده
- دیسکوی به‌هم‌تابیده (۲۰۰۳)
- دیسکوی به‌هم‌تابیده ۰۳.۰۴ (۲۰۰۴)
- دیسکوی به‌هم‌تابیده ۰۲.۰۵ (۲۰۰۵)
- دیسکوی به‌هم‌تابیده (۲۰۰۶)
- دیسکوی به‌هم‌تابیده (۲۰۰۷)
- دیسکوی به‌هم‌تابیده (۲۰۰۸)
- دیسکوی به‌هم‌تابیده (۲۰۰۹)
- دیسکوی به‌هم‌تابیده (۲۰۱۰)

### سرمای زمستان
- سرمای زمستان (۱۹۹۹)
- سرمای زمستان ۲ (۲۰۰۰)
- سرمای زمستان ۳ (۲۰۰۱)
- سرمای زمستان ۰۶.۰۲ (۲۰۰۲)
- سرمای زمستان ۰۶.۰۳ (۲۰۰۳)
- سرمای زمستان ۰۶.۰۴ (۲۰۰۴)

### سری‌های جهانی
- سری‌های جهانی انگلستان. مخلوط ۱ (۲۰۰۳)
- سری‌های جهانی زنده: پاریس (۲۰۰۶)
- سری‌های جهانی زنده: سان فرانسیسکو (۲۰۰۸)
- سری‌های جهانی: ابیسا (۲۰۰۸)
- سری‌های جهانی: برزیل (۲۰۰۹)
- سری‌های جهانی: توکیو (۲۰۱۰)

## آثار هنری
بخش عمده‌ای از آثار هنری هدکندی توسط جیسون بروکس طراحی شده‌ است.